# Светлая Поляна (Липецкая область)
Све́тлая Поля́на — посёлок Кузовского сельсовета Грязинского района Липецкой области. 

## География
Расположена у устья небольшой речки (на ней также находится деревня Дубрава), впадающей в Байгору.

## История
Светлая Поляна образована в 1926 году как совхоз с тем же именем.
На первый взгляд обычное название несёт в себе более глубокий смысл. В нём отражена светлая жизнь крестьян после победы Великого Октября.

## Население
| 2009 | 2010 | 2013 |
| ---- | ---- | ---- |
| 260  | ↘244 | ↗249 |